# Lápis Níger
Lápis Níger (em latim: Lapis Niger - "pedra negra") é um antigo santuário no Fórum Romano. Assim como o Vulcanal, um santuário dedicado a Vulcano, é um dos dois últimos remanescentes do antigo Comício, a antiga área de assembleia que precedeu o Fórum. Acredita-se que seja derivado de um local sagrada ainda mais antigo, do século VII ou VIII a.C.
O pavimento de mármore negro do século I a.C. e o moderno muro de concreto que cerca o local, do início do século XX, estão sore uma antiga tumba ou um altar e um bloco de madeira com uma das mais antigas inscrições latinas conhecidas (c.  570–550). O monumento e o santuário podem ter sido construídos por Júlio César durante sua reorganização da área do Comício e do Fórum. É possível também que eles tenham sido construídos uma geração antes, por Sula, durante um de seus projetos de construção à volta da Cúria Hostília. O local foi descoberto e escavado entre 1899 e 1905 pelo arqueólogo Giacomo Boni.
Mencionado em muitas descrições antigas do Fórum, remontando à época da República Romana e aos primeiros dias do Império Romano, a importância do santuário de Lápis Níger era obscura e misteriosa mesmo para os romanos tardios, mas as referências são sempre reverenciando um local muito sagrado e de grande importância. O santuário foi construído sobre um local sagrado anterior e objetos muito mais antigos foram encontrados 1,5 metros abaixo do atual nível da rua. O nome "pedra negra" pode ter sido originalmente uma referência a um bloco de pedra negra ou uma referência ao mármore negro do piso. Localizado em frente da Cúria Júlia, esta estrutura sobreviveu por séculos por causa de uma combinação entre o tratamento reverencial que recebeu e a falta de espaço na região no início do Império.

## História
Acredita-se que o local onde está a Lápis Níger remonte à época da Monarquia de Roma. A inscrição faz referência ou a um rei ("rex") ou a um rei das coisas sagradas (rex sacrorum), uma posição religiosa do início do período republicano. Em algum momento, os significado original do templo se perdeu, o que resultou numa série de histórias conflitantes sobre sua origem. Eles acreditavam a Lápis Níger marcava ou o túmulo do primeiro rei de Roma, Rômulo, ou o local onde ele foi morto pelo Senado, o túmulo de Hóstio Hostílio, avô do rei Túlio Hostílio, ou o local onde Fáustulo, pai de Rômulo, foi morto em combate.
Os primeiros textos a fazerem referência ao local consideram-no como um "suggestum", onde os primeiros reis de Roma falavam para a multidão no Fórum e para o Senado. Dois altares eram comuns durante o início do período romano e no final do período etrusco. A Lápis Níger é mencionado de forma incerta ou ambígua por diversos escritores do início do período imperial, como Dionísio de Halicarnasso, Plutarco e Pompeu Festo, mas eles parecem não saber em qual versão da história acreditar.
Em novembro de 2008, fortes chuvas danificaram a cobertura de concreto que protegia o Vulcanal e seus monumentos desde a década de 1950, inclusive a Lápis Níger. Um toldo atualmente protege as antigas ruínas até que a cobertura seja consertada e permita que o público novamente possa visitar a suggestum original pela primeira vez em 50 anos.

## Descrição

### Santuário

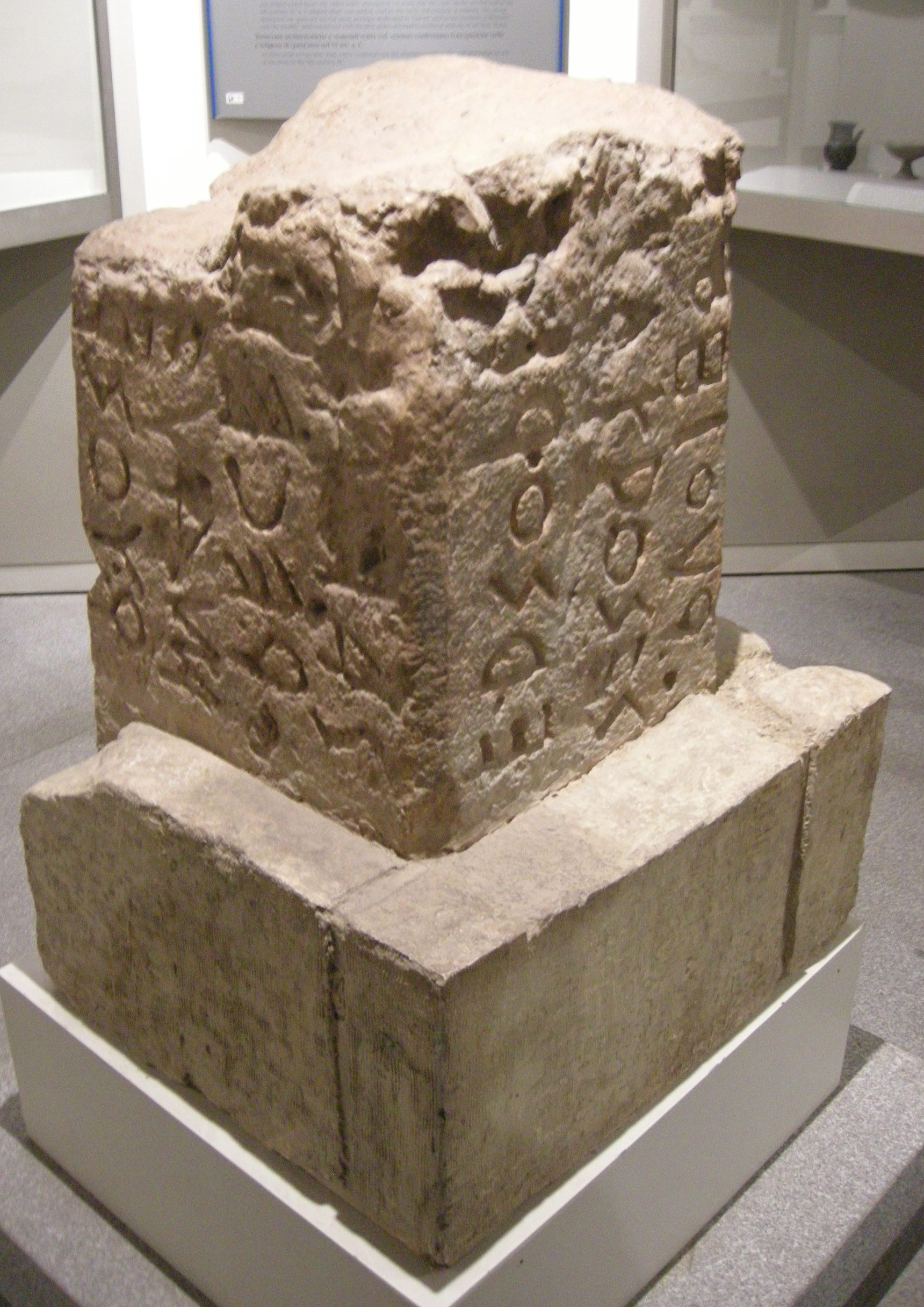
Cipo (pedestal) preservado no Museu das Termas de Diocleciano, em Roma.

A Lápis Níger passou por diversas encarnações. As versões iniciais foram destruídas pelo fogo ou durante saques da cidade e acabaram enterradas sob as lajes de mármore negro.
A versão original, escavada pela primeira vez em 1899, incluía incluía um cone truncado de tufo (possivelmente um monumento) e a porção inferior de um pilar quadrangular (Cipo), com uma inscrição em latim antigo, possivelmente a mais antiga em existência. Um altar em formato de U (ou, possivelmente, uma tumba), do qual apenas a base restou, foi acrescentado algum tempo depois. À frente do altar estão duas bases, que também podem ter sido acrescentadas em época distinta do altar. O antiquário Vérrio Flaco, cuja obra está preservada apenas na epítome de Pompeu Festo, um contemporâneo de Augusto, descreveu uma estátua de um leão descansando em cada base, "exatamente como estão hoje guardando túmulos", um local por vezes chamado de Vulcanal. Também acrescentada depois está uma coluna honorária, possivelmente com uma estátua no topo.
Escavações arqueológicas (1889–1905) revelou vários itens dedicatórios entre os fragmento de vasos, estátuas e restos de sacrifícios de animais à volta de um local de um túmulo deliberadamente colocado ali, todos do período mais antigo de Roma entre os séculos V ao III a.C.
A segunda versão, construída quando a primeira foi demolida no século I a.C. para abrir espaço para novas construções no Fórum, é um santuário bem mais simples. Um piso de mármore negro foi lançado sobre o local original e foi rodeado por um baixo parapeito branco. O novo santuário está bem ao lado da Rostra, o palanque senatorial.

### Inscrição
A inscrição no bloco de pedra tem várias características interessantes. As letras se parecem mais com letras gregas do que com qualquer outro alfabeto latino conhecido e é cronologicamente mais próximo do momento original no qual os romanos tomaram emprestado o alfabeto grego da população grega das colônias gregas na Itália, como Cumas. Além disso, a inscrição está escrita em Bustrofédon, ou seja, alternando entre os sentidos da direita para a esquerda e da esquerda para a direita, um estilo encontrado em muitas das mais antigas inscrições latinas. O significado do texto é difícil de traduzir, pois o começo e o fim se perderam e apenas de um terço a metade de cada linha sobreviveu. Aparentemente trata-se da dedicação do santuário a um rex (rei) e as maldições que seriam lançadas sobre os que ousassem perturbá-lo.
Entre os que tentaram interpretar o significado do fragmento sobrevivente estão Johannes Stroux, Georges Dumézil e Robert E. A. Palmer. Na coluna da esquerda está a leitura sugerida por Dumézil. Na da direita, a de Arthur E. Gordon:
| I a 1 quoiho... b 2-3 sakros: es/ed:sord... II a 4-5 ...iaias/recei: lo... b 6-7 ...euam/quos: re... III a 8-9 ...m: kalato/rem: ha.... b 10-11 ...od: io: uxmen/takapia: dotau... IV a 12 ...m: i: te: r p e b 13-14 ...m: quoiha/uelod: nequ... c 15 ...od: iouestod/ V 16 loiuquiodpo | qvoiho[.]... (or qvoi hoi...) sakros:es/ed:sord... ...[..]a[..]as/recei: ic (or io) ...evam/qvos: re... ...m:kalto/rem: hab (or hal) ...tod:iovxmen/ta: kapia:duo:tavr... m: iter[..]... ...m:qvoiha/velod: neqv... ...[.]od:iovestod/ loivqviodqo... |
| Legenda | |
| Números romanos representam as quatro faces do cipo (pedestal) mas a borda. Fragmentos em cada uma das faces estão marcados com letras (a, b, c). Numerais arábicos demarcam as linhas. Um sinal (/) marca o final da linha.                                                             | |
| As letras cuja leitura é incerta ou disputada estão em itálico. A extensão da lacuna é incerta: pode variar de um terço a metade do texto ou mais. | |
| Em Gordon, a leitura do v em dvo na linha 11 é interpretada como estando dentro do o. | |

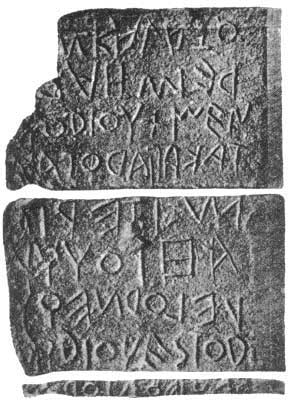
Fotografia da inscrição.

Dumézil preferiu não interpretar as primeiras sete linhas alegando que a inscrição estava muito danificada, mas reconhece tratar-se de uma proibição com base numa ameaça. A sua tentativa baseia-se na assunção de um paralelismo entre alguns pontos do texto fragmentário inscrito no monumento e uma passagem de De Divinatione (II 36. 77), de Cícero. Nela, Cícero, discutindo as precauções tomadas pelos áugures para evitar auspícios embaraçosos, afirma: "...para isto, é semelhante o que nós, áugures, prescrevemos para evitar a ocorrência do 'iuges auspicium', que eles pedem para libertar do jugo os animais (que estão subjugados)" (em latim: "Huic simile est, quod nos augures praecipimus, ne iuges auspicium obveniat, ut iumenta iubeant diiungere").
"Eles" aqui é uma referência aos caladores (calatores), escravos públicos (servus publicos) que os áugures e o outros sacerdotes tinham a seu serviço e que, na passagem citada, devem executar ordens com o objetivo de evitar que pessoas profanas conspurquem e, inadvertidamente, nulifiquem, uma operação sagrada. Embora seja impossível ligar significativamente com o resto do texto, a menção de um "rex" neste contexto é importante, pois, na época da monarquia, os augúrios eram considerados pertinentes ao rei. Cícero, no mesmo tratado, afirma: "Adivinhação, assim como a sabedoria, eram considerados 'reais'".
Os iuges auspicium são definidos da seguinte forma por Paulo, o Diácono: "o 'iuges auspicium' ocorre quando um animal subjugado libera seus excrementos" (" iuges auspicium est cum iunctum iumentum stercus fecit").
Varrão, ao explicar o significado do nome da Via Sacra, afirma que os áugures utilizavam a via saindo da cidadela ("ex arce profecti solent inaugurare"). É óbvio que, no caminho, deviam evitar encontrar um iuges auspicium. Como a Via Sacra começa no Capitolino e corre por todo o Fórum Romano, o primeiro cruzamento com que eles se deparavam descendo do monte, ou seja, o primeiro local que o incidente em questão poderia acontecer, era no cruzamento com o Vico Jugário (Vicus Iugarius). E, de fato, o Comício, onde estava o pedestal, é muito perto do lado esquerdo deste cruzamento e seria natural que ele estivesse exatamente no local onde, como aviso aos que ali passavam da possível ocorrência da ordem dos caladores.
Como suporte a esta interpretação da inscrição, Dumézil enfatiza a ocorrência da palavra recei ( caso dativo de "rex"). As linhas 8-9 poderiam ser lidas como "(o áugure ou o rex) [...iubet suu]m calatorem ha[ec *calare]", as linhas 10-11 seriam "[...iug]ō" (ou "[...subiugi]ō" ou "[...iugari]ō") "iumenta capiat" ou: "que eles libertem do jugo os animais subjugados" (com a separação do prefixo "ex" ou "de" antes do ablativo, como na Odisseia IX.416 άπο μεν λίθον ειλε θυράων, "capere"). A linha 12, da mesma forma, seria "[...uti augur/ rex ad...-]m iter pe[rficiat".
As linhas remanescentes poderiam ser interpretadas da mesma forma na visão de Dumézil. Assim, as linhas 12-16 seriam "... ne,  descensa tunc iunctorum iumentoru]m cui aluo, nequ[eatur auspici]o iusto liquido".
Michael Grant, em seu livro "Roman Forum", afirma que "a inscrição encontrada debaixo do mármore negro...claramente representa uma peça de lei ritualística..." ... "as palavras iniciais são um aviso para que aquele que danifique, conspurque ou viole o local seja amaldiçoado. Uma reconstrução do texto interpreta-o como uma referência à má sorte que seria provocada se dois bois de carga defecassem simultaneamente ao passar por ali. A coincidência seria um perigoso presságio".
Palmer, por outro lado, com base numa análise detalhada de todas as palavras reconhecíveis no texto, forneceu a seguinte interpretação da inscrição, que ele considera ser uma lei: "Quem quer (que violar) este (santuário), que seja amaldiçoado. (Que ninguém descarregue) lixo (nem atire um corpo...). Que seja legal para o rei (sacrificar uma vaca em expiação). (Que ele multe) uma (multa) para cada (ofensa). A quem o rei (multar, que forneça vacas). (Que o rei tenha um ---) arauto. (Que ele subjugue) um time, duas cabeças, estéreis... Ao longo da rota... (Aquele) que não (sacrificar) um jovem animal... em ... assembleia legal no santuário...". Esta interpretação é rejeitada por Dumézil.

## Localização
| Planimetria do Comício (antes de César) |
| --- |
| Cúria Júlia Templo da Concórdia Altar de Saturno Umbilicus Urbis Senáculo Rostra Antiga Lápis Níger Basílica Pórcia Basílica Opímia Cúria Hostília Cárcere Grecóstase Coluna Mênia Área Volcanal |
| Em pontilhado, o traçado do Comício arcaico. Em cinza, a silhueta da Cúria Júlia, como indicativo de posição.                                                                                    |